# Heiden (shinto)
Pour les articles homonymes, voir Heiden.

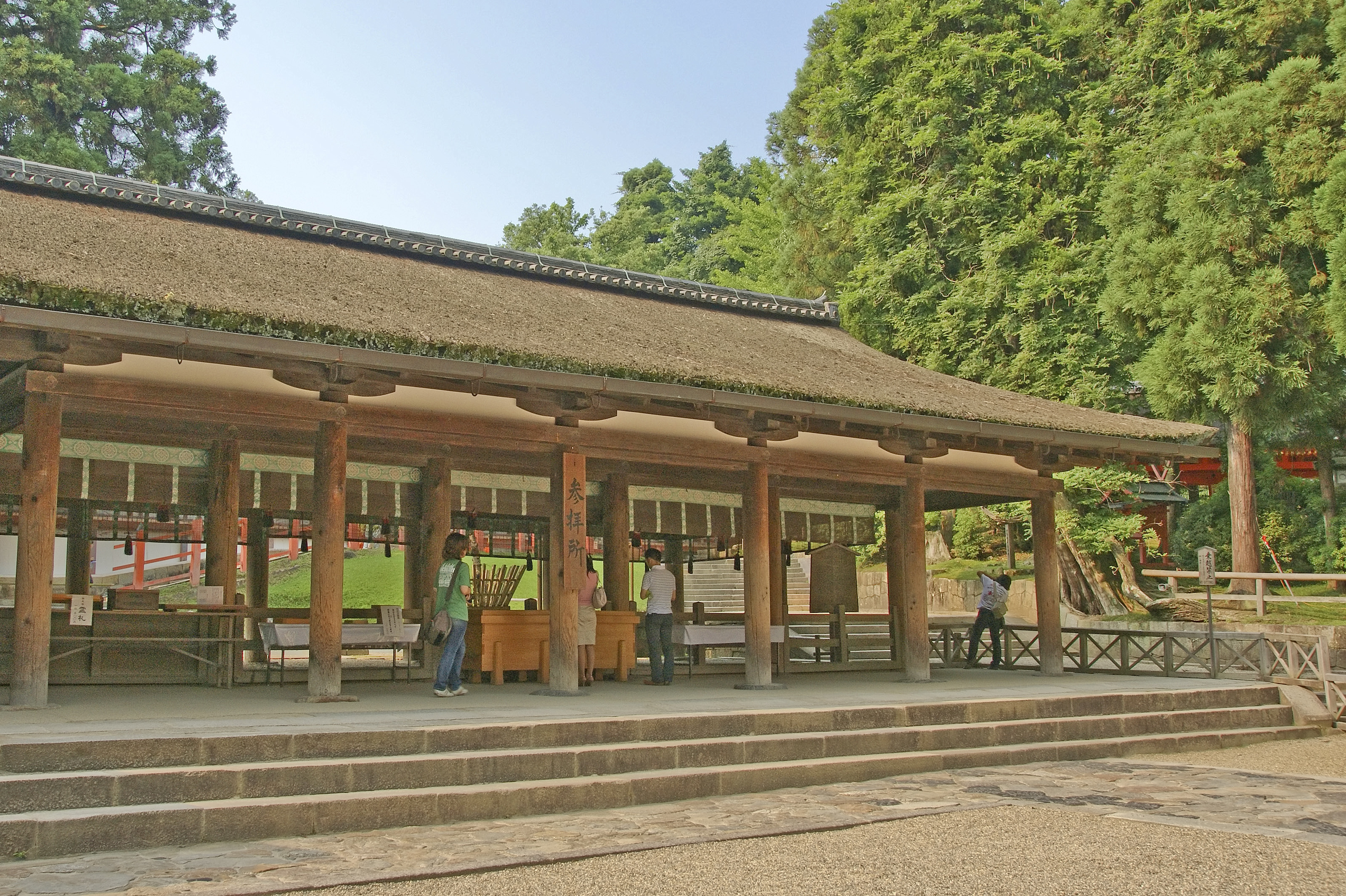
Heiden de Kasuga Taisha.

Un heiden (幣殿, « lieu des offrandes ») est la partie d'un sanctuaire shinto destinée à recevoir les offrandes des fidèles. Il s'agit en général d'un passage reliant le honden (fermé au public) au haiden (oratoire).
Si le sanctuaire est construit dans le style appelé ishi-no-ma-zukuri, son dallage en pierre est plus bas que le sol des deux autres salles et il est appelé ishi-no-ma (石の間, « salle de pierre »), d'où son nom. Il peut aussi s'appeler chūden (中殿) ou autrement encore, et son emplacement peut varier à l'occasion. En dépit de son nom, il est de nos jours principalement utilisé pour des rituels.